# Premis Iris 2015
Els XVIII Premis Iris corresponents a 2015 foren entregats per l'Acadèmia de les Ciències i les Arts de Televisió d'Espanya el 26 de novembre de 2016.
La cerimònia d'entrega va tenir lloc al Casino d'Aranjuez i fou presentada per Nieves Herrero i Ramón Arangüena. La gala es van emetre en directe per Trece. Els presentadors van fer un homenatge al 60è Aniversari de la televisió a Espanya. Els programes més guardonats foren El ministerio del tiempo de TVE i El Hormiguero d'Atresmedia.

## Reforma del reglament
La Junta Directiva de l'Acadèmia ha procedit a modificar el reglament i a partir de 2017, l'espai temporal dels premis serà en lloc de l'any natural, les temporades televisives d'1 de setembre a 31 d'agost.

## Nominats i premiats
Els professionals i programes nominats i guardonats amb el Premi Iris 2015 són:
- Millor actor
  - Carles Francino por Víctor Ros (La 1 de TVE)
  - Carlos Hipólito per Vis a vis (Antena 3 TV)
  - Eusebio Poncela per Carlos, rey emperador (La 1 de TVE)
  - Javier Gutiérrez per Águila Roja (La 1 de TVE)
  - Jordi Sánchez per La que se avecina (Telecinco)
  - Pedro Casablanc per Mar de plástico (Antena 3 TV)

- Millor actriz
  - Aura Garrido per 'El Ministerio del Tiempo (La 1 de TVE)
  - Isabel Ordaz per La que se avecina (Telecinco)
  - María Bouzas per El secreto de Puente Viejo (Antena 3 TV)
  - Najwa Nimri per Vis a vis (Antena 3 TV)
  - Verónica Sánchez per Sin identidad (Antena 3 TV)

- Millor direcció
  - Carlos Herrero per Zapeando (laSexta)
  - Carmen Aguilera y Makol Sánchez Romero per El Intermedio (laSexta)
  - Marc Vigil, A. Schaaff, J. Dorado, P.Plaza y J.R Caldera per 'El Ministerio del Tiempo (La 1 de TVE)
  - Pedro Juan Rivera per Supervivientes 2015 (Telecinco)

- Millor ficció
  - El Caso: Crónica de sucesos (La 1 de TVE)
  - El Ministerio del Tiempo (La 1 de TVE)
  - El Príncipe (Telecinco)
  - La que se avecina (Tele 5)
  - Mar de plástico (Antena 3 TV)
  - Vis a vis (Antena 3 TV)

- Millor guió
  - Alberto Caballero, Daniel Deorador, Araceli Álvarez de Sotomayor i Laura Caballero per La que se avecina (Telecinco)
  - Aitor Gabilondo, Joan Barbero, Carlos López, Carmen Abarca, Daniel Martín Serrano i Susana Sánchez Carvajal per El Príncipe (Telecinco)
  - Equip de Guió d' El intermedio (laSexta)
  - Javier Olivares, Anaïs Schaaff, Javier Pascual, Carlos de Pando, Borja Cobeaga, Diego San José, Diana Rojo, Peris Romano, Juanjo Muñoz y David Sainz per 'El Ministerio del Tiempo (La 1 de TVE)
  - Marc Amorós i David Lillo per Late motiv (#0)

- Millor informatiu
  - Antena 3 Noticias Fin de Semana (Antena 3 TV)
  - 'laSexta Noticias (laSexta)
  - Telediario 1ª Edición (La 1 de TVE)

- Millor presentador/a d'informatius
  - Antonio García Ferreras per Al rojo vivo (laSexta)
  - María Casado per Los desayunos de TVE (La 1 de TVE)
  - Vicente Vallés per Antena 3 Noticias 1 (Antena 3 TV)

- Millor presentador/a de programes
  - Ana Pastor per El objetivo (laSexta)
  - Andreu Buenafuente per 'Late motiv (#0)
  - Bertín Osborne per Mi casa es la tuya (Telecinco)
  - Christian Gálvez Montero per Pasapalabra (Telecinco)
  - Jorge Javier Vázquez per Supervivientes (Telecinco)
  - Susanna Griso per Espejo público (Antena 3 TV)

- Millor producció
  - Begoña Rumeu i Rafael Plaza per MasterChef (La 1 de TVE)
  - Cristina López Ferrar i Juan López Olivar per Vis a vis (Antena 3 TV)
  - Equipo de producción de Clandestino: el ejército perdido (Discovery Max)
  - Jorge Salvador y Pablo Motos por El hormiguero 3.0 (Antena 3 TV)
  - Pedro Juan Rivera per Supervivientes (Telecinco)

- Millor programa produït a Espanya per a un canal temàtic
  - El chiringuito de jugones (Mega)
  - El roast de El Gran Wyoming (Comedy Central España)
  - Historia con alma (Real Madrid TV)
  - Jorge Luengo: Desafío Mental (Discovery Max)
  - Uno, dos, Chef (Disney Channel)

- Millor programa
  - Cuando ya no esté (#0)
  - El hormiguero 3.0 (Antena 3 TV)
  - MasterChef (La 1 de TVE)
  - Mi casa es la tuya (Telecinco)
  - Tu cara me suena (Antena 3 TV)

- Millor realització
  - Alex Miñana per El hormiguero 3.0 (Antena 3 TV)
  - Alfonso Cortés-Cavanillas per Tabú, de Jon Sistiaga (#0)
  - Gustavo Vázquez i Ramón Verdeal por 7D: El Debate decisivo (Atresmedia)
  - María Zarazúa per Zapeando (laSexta)
  - Seli Martínez Domínguez per Mi casa es la tuya (Telecinco)

- Premi a tota una vida
  - Paloma Gómez Borrero